# Ildemaro Vargas
Ildemaro José Vargas (né le 16 juillet 1991 à Caripito, État de Monagas, Venezuela) est un joueur de deuxième but et d'arrêt-court des Nationals de Washington de la Ligue majeure de baseball.

## Carrière
Ildemaro Vargas signe son premier contrat professionnel en 2008, à l'âge de 16 ans, avec les Cardinals de Saint-Louis. Il fait ses débuts la même année en ligues mineures et évolue deux saisons avec le club affilié des Cardinals au Venezuela, avant de poursuivre son apprentissage aux États-Unis à compter de 2010. Il est libéré de son contrat par les Cardinals au début 2015, dispute ensuite quelques matchs avec les Bluefish de Bridgeport, un club indépendant de l'Atlantic League, avant d'être mis sous contrat en mai 2015 par les Diamondbacks de l'Arizona. Dans les mineures, Vargas évolue comme joueur de deuxième but et d'arrêt-court.
Il fait ses débuts dans le baseball majeur comme joueur de deuxième but avec les Diamondbacks de l'Arizona le 29 juin 2017 face aux Cardinals de Saint-Louis.